# Melchior Jäger von Gärtringen

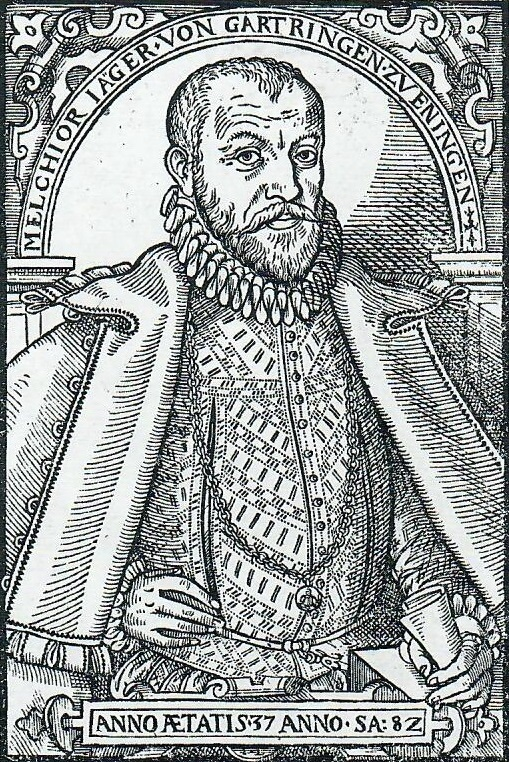
Melchior Jäger von Gärtringen auf einem Holzschnitt von Joachim Lederlin, 1587

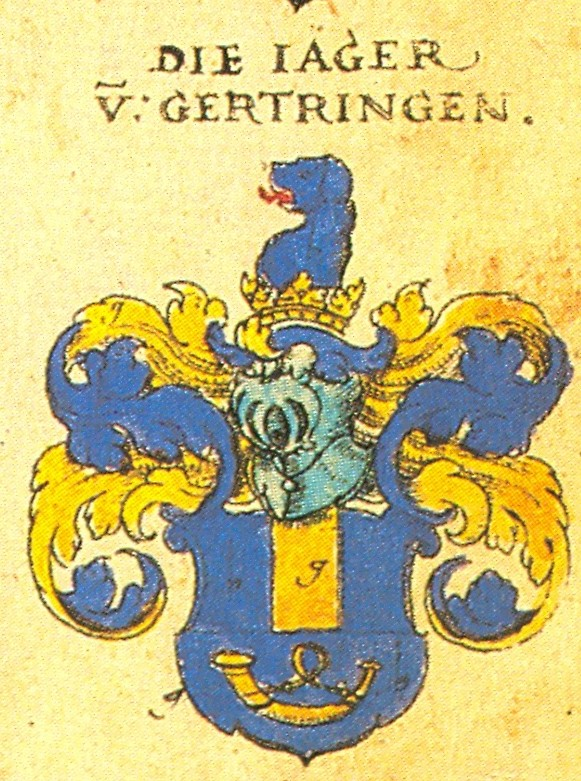
Wappen der Jäger von Gärtringen (aus Siebmachers Wappenbuch)

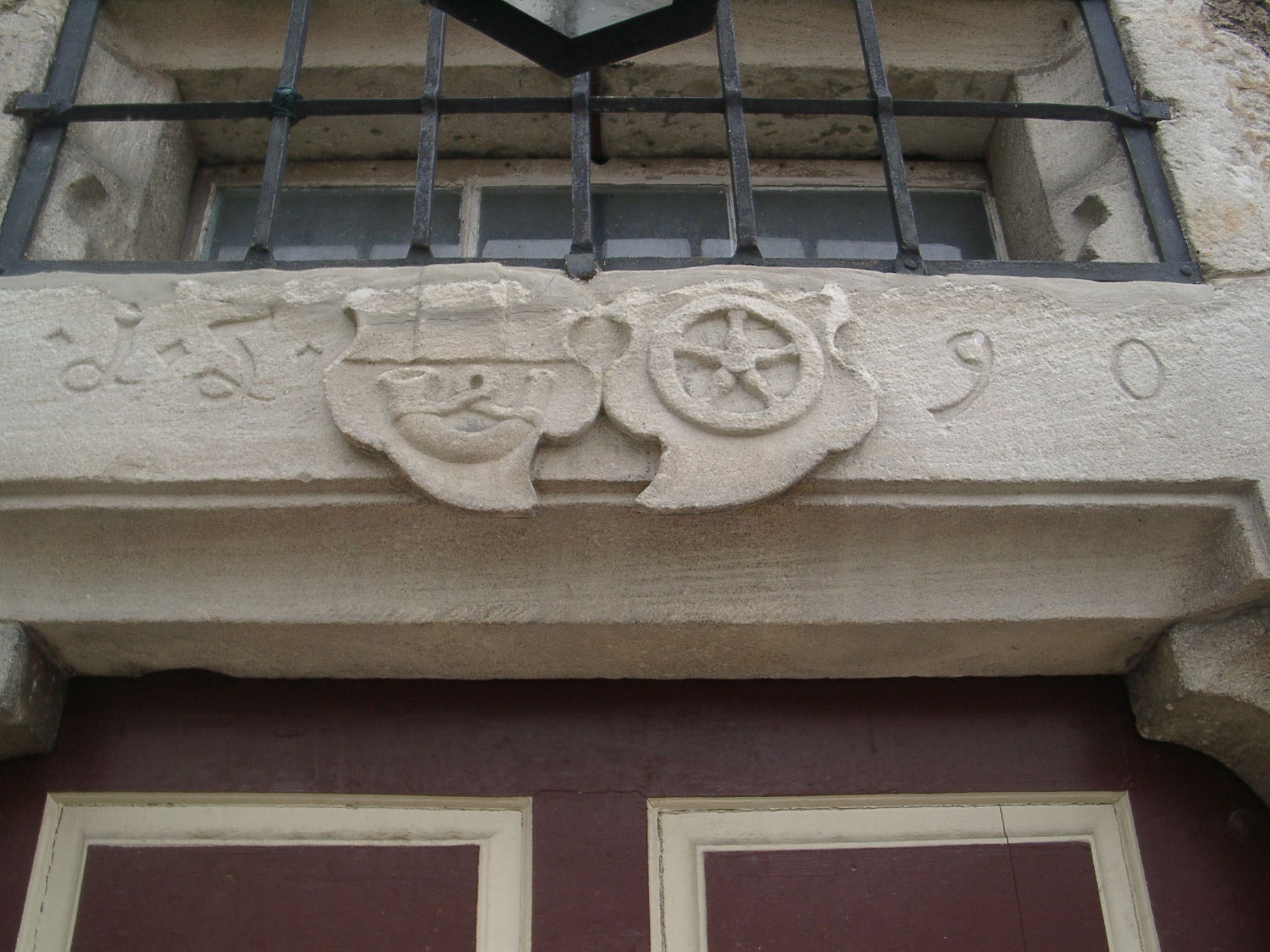
Allianzwappen des Melchior Jäger von Gärtringen mit dem der Anna von Berlichingen am Jägersches Schlösschen Neuffen.

Melchior Jäger, ab 1581 Jäger von Gärtringen (* 1544 in Neuffen; † 4. April 1611 in Stuttgart) war ein Jurist und Geheimer Rat des Herzogtums Württemberg.

## Herkunft
Melchior Jäger von Gärtringen kam als Sohn des württembergischen Untervogts Melchior Jäger von Neuffen zur Welt. Der Name seiner Mutter ist mit Katharina Jäger geborene Hauff überliefert. 

## Leben
Am 21. Mai 1560 immatrikulierte sich Melchior Jäger zum Studium der Rechte an der Universität Tübingen. Er studierte auch in Frankreich und reiste zur Vertiefung seiner Kenntnisse in die Niederlande und nach England. Zu Beginn des Jahres 1566 trat Melchior Jäger als Sekretär in die Hofkanzlei unter Herzog Christoph von Württemberg in Stuttgart ein. Er entfaltete dort sehr rasch eine rege Tätigkeit, so dass ihm wichtige Aufgaben zufielen und er Einfluss auf die Regierung gewann. Nach dem Tod Herzog Christophs wurde er zum Berater von dessen Witwe Anna Maria, die nominell Regentin und Vormund des noch minderjährigen Herzogs Ludwig war. Es gelang Melchior Jäger, das Vertrauen des jungen Herzogs zu gewinnen, indem er ihn im Spielen der Laute unterrichtete. Herzog Ludwig ernannte Melchior Jäger 1575 zu seinem Kabinettssekretär und 1578 bei Regierungsantritt zu seinem Ratgeber. Wie Herzog Ludwig war auch Melchior Jäger ein überzeugter Lutheraner und hatte stets das Wohl des Landes Württemberg im Auge. Er hielt sich an die Vorgaben des Tübinger Vertrags und bezog die Landstände in die vorgesehenen Entscheidungsprozesse mit ein. Herzog Ludwig überließ das Regieren schließlich ganz seinem Ratgeber Melchior Jäger, der 1581 in den Reichsadelsstand erhoben wurde und nun Jäger von Gärtringen hieß. Dass er inzwischen der wichtigste Mann im Herzogtum Württemberg war, kam mit dem ihm 1586 verliehenen Titel Geheimer Rat von Adel zum Ausdruck. Er erlangte durch die Gunst des Herzogs auch materiellen Besitz, indem er 1580 das untere Schloss in Ehningen verliehen bekam und 1581 das herrschaftliche freiadelige Schloss in Gärtringen. Von 1584 bis 1587 besaß Melchior Jäger das Herrenhaus Buchenbachhof bei Winnenden, 1587 wurde er mit dem Schloss Höpfigheim belehnt. 1590 ließ er in Neuffen ein Schlösschen errichten, das heute Melchior-Jäger-Haus genannt wird. In Stuttgart besaß Melchior Jäger ein weiteres Haus mit großem Garten. Nach dem Verkauf des Schlosses in Ehningen erwarb er 1606 Schloss Ebersberg oberhalb von Lippoldsweiler.
Unter dem neuen Herzog Friedrich I. verlor Melchior Jäger ab dem Jahre 1593 rasch jeglichen Einfluss auf die Regierungspolitik. An seine Stelle trat der neue Ratgeber Matthäus Enzlin, der im Gegensatz zu Jäger den Einfluss der Landstände im Sinne des neuen Herzogs zurückdrängte. Erst als 1608 Herzog Johann Friedrich zur Regierung gelangte, reaktiviert er den Geheimen Rat Melchior Jäger. Bis zu seinem Tod 1611 erlangte Melchior Jäger nochmals beherrschenden Einfluss und machte die Politik von Matthäus Enzlin rückgängig, indem er die Landstände wieder in ihre alten verbrieften Rechte einsetzte.
Melchior Jäger war auch ein sehr musischer Mensch, spielte verschiedene Musikinstrumente und dichtete geistliche Lieder.

## Familie
Melchior Jäger war dreimal verheiratet. Am 1. August 1570 heiratete Melchior Jäger seine erste Frau Agathe († 1585), die Witwe des Kammerschreibers Heinrich Gaisberg. Sie war die Tochter des Stadtschreibers Gabriel Lutz († 1562) aus Weil der Stadt. Agathe war mit Katharina Gaisberg verwand, die mit dem kaiserlichen Rat Johann Ulrich Zasius verheiratet war.
Aus der Ehe von Melchior und Agathe gingen vier Töchter und drei Söhne hervor. 
Nach dem Tod der ersten Frau heiratete Melchior Jäger am 14. August 1586 seine zweite Frau Anna († 1594), die Tochter des bayerischen Oberrichters von Straubing, Hans Christoph von Berlichingen († 1561). Aus dieser Ehe ging ein Sohn hervor. 
Eine dritte Ehe ging er mit Barbara von Hangersleben († um 1625) ein, die kinderlos blieb.

## Besitz

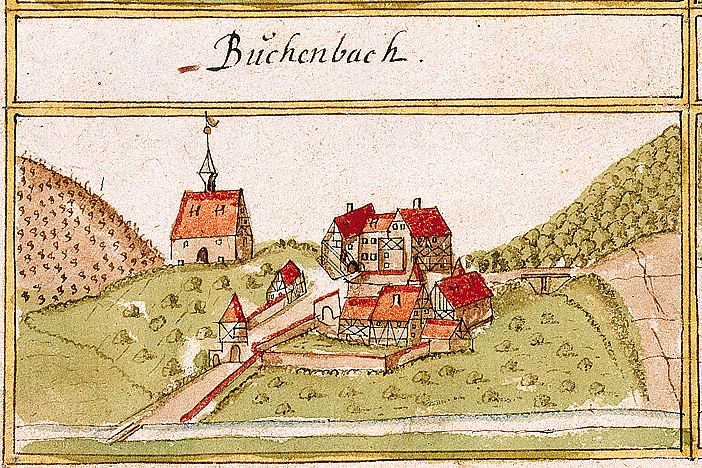
Buchenbachhof bei Winnenden (1584 bis 1587)
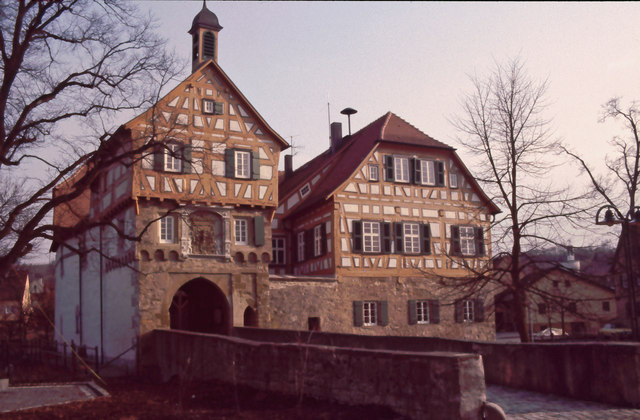
Schloss Höpfigheim
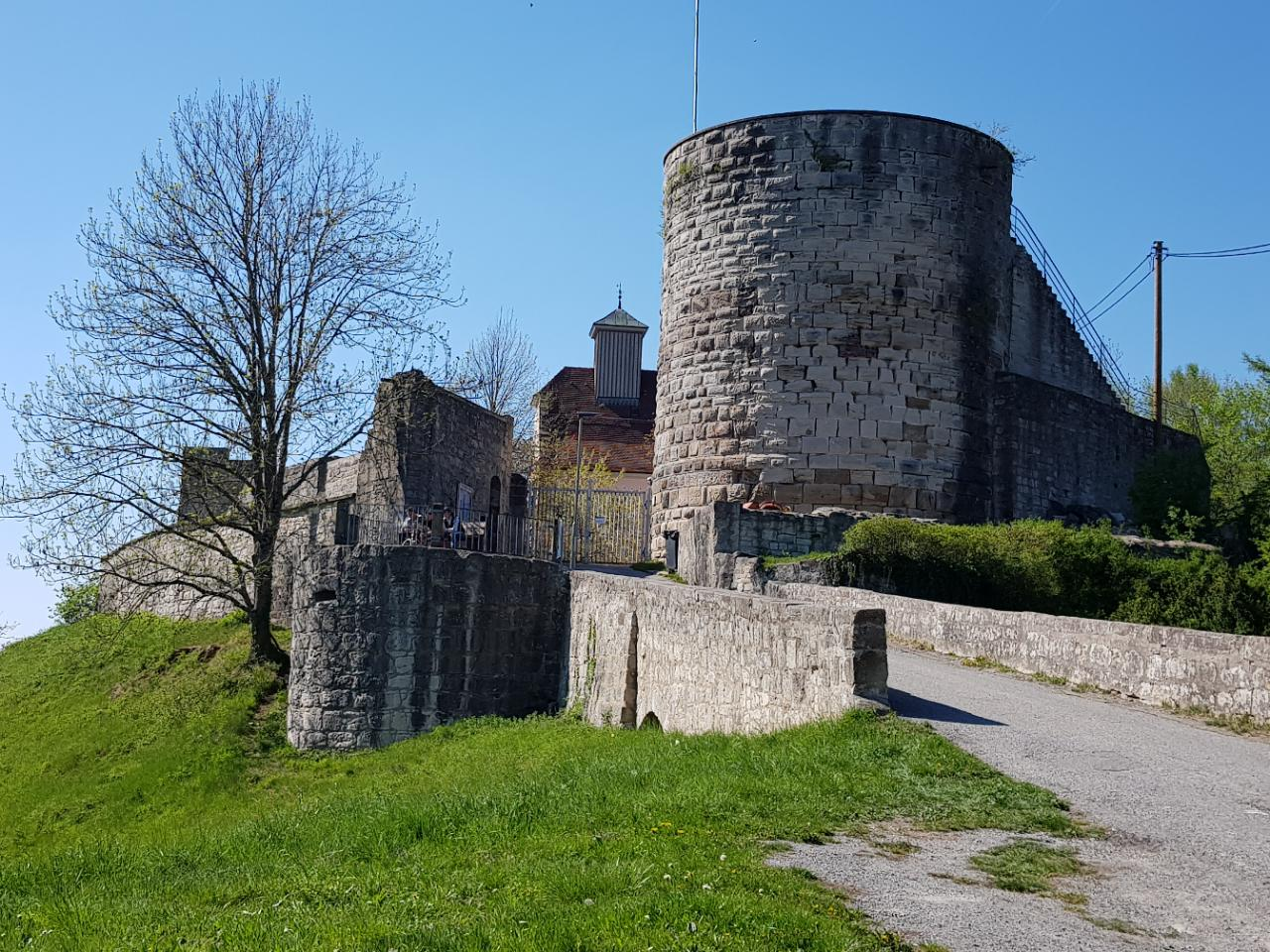
Burg Ebersberg bei Lippoldsweiler (1606 bis 1611)
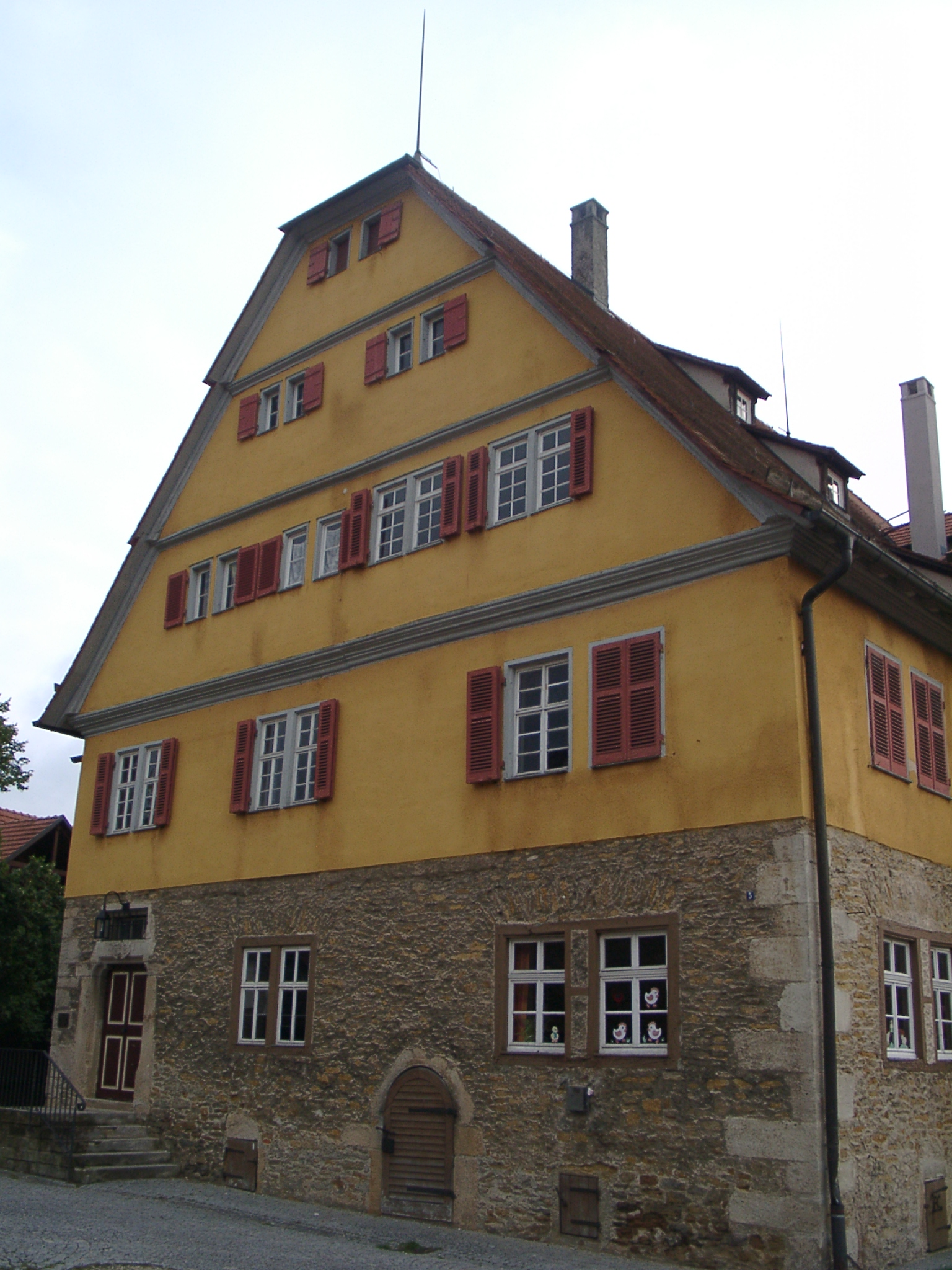
Jägersches Schlösschen (heute Melchior-Jäger-Haus) in Neuffen, erbaut 1590